# Уланов, Сергей Васильевич
Серге́й Васи́льевич Ула́нов (род. 20 июня 1973, Уральск) — советский, российский/казахстанский футболист и хоккеист с мячом. Воспитанник уральского хоккея (первый тренер — А. Г. Рожков). Нападающий. Мастер спорта Республики Казахстан международного класса .

## Хоккейная карьера
В хоккее с мячом выступал за «Акжайык» («Геолог», «Уралец», «Казахгаз», «Орда», «Карачаганак АГС») (Уральск), «Старт» (Нижний Новгород), «Локомотив»(Оренбург), «Саяны» (Абакан), ЦСК ВВС (Самара), «Вымпел» (Королев), а также национальную сборную Казахстана. Выступал на чемпионатах мира 1995, 1997 и 1999 годов. Забил 13 мячей. Абсолютно лучший бомбардир чемпионата мира 1995 года (Миннесота, США) — 11 мячей.
В официальных матчах забил свыше 600 мячей, из них 33 в высшей лиге чемпионатов России — за «Акжайык» 519, за «Локомотив» — 28, за «Саяны» — 4, за ЦСК ВВС — 23, за «Вымпел» — 24, за «Динамо»(Алма-Ата) — 1. Кроме того, два мяча Сергей забил в матчах на Кубок России, выступая за нижегородский «Старт».
На данный момент[какой?] Сергей Уланов работает на должности тренера-администратора хоккейного клуба «Акжайык». В сезоне-2012/2013 Уланов возобновил хоккейную карьеру и забил очередной, 519 гол после 6-летнего перерыва в «Акжайыке» и 4-летнего — в карьере действующего хоккеиста.

## Футбольная карьера
В футболе выступал за «Торпедо-Виктория» (Нижний Новгород), «Торпедо»/«Арзамас», «Металлург» (Выкса), а также за «Акжайык» (Уральск, Казахстан).
В чемпионатах России забил 69 мячей, в Кубках — 3 мяча.
Один из последних универсалов большого спорта — с 1997 по 2004 год совмещал выступления на профессиональном уровне в хоккее с мячом («Локомотив», «Саяны» — высшая лига, «Акжайык» — первая) и футболе («Торпедо-Виктория» — третья лига, ФК «Арзамас» и «Металлург» — второй дивизион). Выступал как за футбольную, так и хоккейную команды «Акжайык» из Уральска.

## Рекорды клуба «Акжайык»
- 518 забитых мячей за уральскую команду в первенстве 1 лиги.
- В сезоне 2001/2002 годов Сергей Уланов забил 73 мяча в ворота соперников.
- 8 забитых мячей в одном матче:
  - 13 января 1996 года в матче «Казахгаз» — «Факел» (Богданович)
  - 29 декабря 2001 года в матче «Карачаганак АГС» — «Подшипник».